# Elezioni parlamentari a Cuba del 1926
Le elezioni parlamentari a Cuba del 1926 si tennero il 1º novembre per eleggere la metà dei parlamentari della Camera dei rappresentanti.